# Deutsche Mannschaftsmeisterschaften Schwimmen (Männer) 2016
Der Ligenwettbewerb Deutsche Mannschaftsmeisterschaften Schwimmen, kurz DMS, der Männer wurde 2016 im Januar und Februar ausgetragen. Der SV Würzburg 05 setzte sich in der 1. Bundesliga durch und wurde Deutscher Mannschaftsmeister.

## 1. Bundesliga
Der SV Würzburg 05 sicherte sich im Essener Sportbad am Thurmfeld den Titel des Deutschen Mannschaftsmeister. In die untergeordnete 2. Bundesliga stiegen zur Folgesaison die Wassersportfreunde von 1898 Hannover sowie nach einer Saison der TPSK 1925 ab, im Gegenzug stiegen in die 1. Bundesliga der SV Halle und die SG Dortmund auf.
Für die punktbeste Einzelleistung der Meisterschaft sorgte Sören Meißner aus Würzburg mit 869 Punkten über 1.500 m Freistil.

### Modus
Im Wettkampf der 1. Bundesliga, an der 12 Mannschaften teilnahmen, wurde auf einer 25-m-Bahn an zwei aufeinanderfolgenden Tagen in drei Abschnitten jeweils das komplette olympische Programm geschwommen. Deutscher Mannschaftsmeister wurde die Mannschaft mit der höchsten Gesamtpunktzahl (berechnet anhand der FINA-Punktetabelle). Die zwei letztplatzierten Mannschaften der 1. Bundesliga (Plätze 11 und 12) stiegen in die 2. Bundesliga ab. Ein Schwimmer durfte nur in fünf Wettkämpfen starten, wobei eine Schwimmstrecke nur im Falle eines Nachschwimmens wiederholt werden durfte. Der Start im Nachschwimmen wurde auf die Anzahl der Starts des Schwimmers angerechnet.

### Zeitplan
| Zeitplan                 | Zeitplan  | Zeitplan     |
| ------------------------ | --------- | ------------ |
| Samstag: 6. Februar 2016 | 10.00 Uhr | 1. Abschnitt |
| Samstag: 6. Februar 2016 | 15.15 Uhr | 2. Abschnitt |
| Sonntag: 7. Februar 2016 | 10.00 Uhr | 3. Abschnitt |

### Abschlusstabelle
| Platz | Mannschaft                           | Gesamt Punkte | 1. Abschnitt Punkte | 2. Abschnitt Punkte | 3. Abschnitt Punkte |
| ----- | ------------------------------------ | ------------- | ------------------- | ------------------- | ------------------- |
| 01.   | SV Würzburg 05                       | 28.230        | 9.167               | 9.689               | 9.374               |
| 02.   | SG Essen                             | 27.922        | 9.349               | 9.504               | 9.069               |
| 03.   | SV Nikar Heidelberg                  | 27.341        | 8.815               | 9.302               | 9.224               |
| 04.   | SSG Saar Max Ritter                  | 27.313        | 9.125               | 8.879               | 9.309               |
| 05.   | SG Stadtwerke München                | 27.025        | 9.170               | 8.765               | 9.090               |
| 06.   | SG EWR Rheinhessen-Mainz             | 26.967        | 9.183               | 8.796               | 8.988               |
| 07.   | Potsdamer SV (M)                     | 26.696        | 8.797               | 8.702               | 9.197               |
| 08.   | SC Magdeburg (N)                     | 26.114        | 8.410               | 8.860               | 8.844               |
| 09.   | SG Neukölln Berlin                   | 26.103        | 8.743               | 8.413               | 8.947               |
| 10.   | SG Frankfurt                         | 26.098        | 8.857               | 8.475               | 8.766               |
| 11.   | Wassersportfreunde von 1898 Hannover | 25.787        | 8.869               | 8.630               | 8.288               |
| 12.   | TPSK 1925 (N)                        | 23.741        | 7.977               | 7.896               | 7.867               |

 Deutscher Mannschaftsmeister
  Absteiger in die 2. Bundesliga 2017
 (M) Deutscher Mannschaftsmeister 2015
 (N) Aufsteiger aus der 2. Bundesliga 2015

### Die Meistermannschaft
| 1.                      | SV Würzburg 05 |
| Logo vom SV Würzburg 05 | Mati Sagell, Klemens Degenhardt, Łukasz Wójt, Dimitri Colupaev, Sören Meißner, Anthony Cox, Ruwen Straub, Max Werkmeister, Maxim Lobanovszkij, Maximilian Beck - Trainer: Stefan Lurz |

## 2. Bundesliga
Die zwei punktbesten Mannschaften aus der 2. Bundesliga und damit Aufsteiger in die 1. Bundesliga, kamen mit dem SV Halle aus der Staffel Nord und mit der SG Dortmund aus der Staffel West.

### Modus
Der Wettkampf der 2. Bundesliga war ausgelegt für je 12 Mannschaften in den Ligen Nord, West und Süd. Auf einer 25-m-Bahn wurde in zwei Abschnitten an einem Tag jeweils das komplette olympische Programm geschwommen. Die beiden punktbesten Mannschaften (berechnet anhand der FINA-Punktetabelle) der 2. Bundesligen (übergreifende Wertung) stiegen in die 1. Bundesliga auf. Die beiden letztplatzierten Mannschaften jeder Staffel (Plätze 11 und 12) stiegen in die höchste Landesverbandsliga ab. Stiegen aus der 1. Bundesliga mehr Mannschaften in eine Staffel der 2. Bundesliga ab, als aus dieser in die 1. Bundesliga aufstiegen, mussten so viele Mannschaften aus der betroffenen Staffel absteigen, dass jeder Staffel wieder 12 Mannschaften angehörten. Ein Schwimmer durfte nur in vier Wettkämpfen starten, wobei eine Schwimmstrecke nur im Falle eines Nachschwimmens wiederholt werden durfte. Der Start im Nachschwimmen wurde auf die Anzahl der Starts des Schwimmers angerechnet.

### Staffel Nord
Der Wettkampf fand am 6. Februar 2016 im Huntebad OLantis von Oldenburg statt.
Für die punktbeste Einzelleistung der 2. Bundesliga Nord sorgte Steffen Deibler vom Hamburger SC mit 832 Punkten über 100 m Freistil.
 Abschlusstabelle 
| Platz | Mannschaft                              | Gesamt Punkte | 1. Abschnitt Punkte | 2. Abschnitt Punkte |
| ----- | --------------------------------------- | ------------- | ------------------- | ------------------- |
| 01.   | SV Halle                                | 17.794        | 8.868               | 8.926               |
| 02.   | Hamburger Schwimm-Club von 1879         | 16.662        | 8.406               | 8.256               |
| 03.   | Wasserfreunde Spandau 04                | 16.419        | 8.071               | 8.348               |
| 04.   | Berliner TSC                            | 16.093        | 8.226               | 7.867               |
| 05.   | Swim-Team Stadtwerke Elmshorn           | 15.257        | 8.034               | 7.223               |
| 06.   | SG HT16 Hamburg                         | 14.902        | 7.351               | 7.551               |
| 07.   | Wassersportfreunde von 1898 Hannover II | 14.623        | 7.349               | 7.274               |
| 08.   | SGS Hannover (N)                        | 14.447        | 7.229               | 7.218               |
| 09.   | SG Region Oldenburg                     | 14.161        | 7.211               | 6.950               |
| 10.   | SG Osnabrück                            | 14.145        | 7.163               | 6.982               |
| 11.   | SC Poseidon Berlin (N)                  | 14.030        | 7.249               | 6.781               |
| 12.   | TWG 1861 Göttingen (N)                  | 13.808        | 6.877               | 6.931               |

 Aufsteiger in die 1. Bundesliga 2017
  Absteiger in die Landesverbandsebene
 (N) Aufsteiger aus der Landesverbandsebene

### Staffel West
Der Wettkampf fand am 6. Februar 2016 im Zentralbad von Gelsenkirchen statt.
Für die punktbeste Einzelleistung der 2. Bundesliga West sorgte Max Mral aus Dortmund mit 810 Punkten über 200 m Freistil.
 Abschlusstabelle 
| Platz | Mannschaft                    | Gesamt Punkte | 1. Abschnitt Punkte | 2. Abschnitt Punkte |
| ----- | ----------------------------- | ------------- | ------------------- | ------------------- |
| 01.   | SG Dortmund                   | 17.271        | 8.611               | 8.660               |
| 02.   | SG Bayer                      | 16.940        | 8.638               | 8.302               |
| 03.   | SG Gelsenkirchen              | 16.225        | 8.230               | 7.995               |
| 04.   | SG Essen II                   | 15.413        | 7.791               | 7.622               |
| 05.   | Duisburger ST                 | 15.221        | 7.762               | 7.459               |
| 06.   | Aachener Schwimmverein 06 (N) | 15.217        | 7.721               | 7.496               |
| 07.   | SG Ruhr                       | 15.181        | 7.792               | 7.389               |
| 08.   | Ahlener SG (N)                | 15.050        | 7.630               | 7.420               |
| 09.   | SG Bergheim                   | 15.019        | 7.466               | 7.553               |
| 10.   | SG Lünen                      | 14.796        | 7.506               | 7.290               |
| 11.   | SG Rhein-Erft Köln            | 14.743        | 7.492               | 7.251               |
| 12.   | Wasserfreunde Bielefeld (N)   | 14.446        | 7.265               | 7.181               |

 Aufsteiger in die 1. Bundesliga 2017
  Absteiger in die Landesverbandsebene
 (N) Aufsteiger aus der Landesverbandsebene

### Staffel Süd
Der Wettkampf fand am 6. Februar 2016 im Hallenbad Bambados von Bamberg statt.
Für die punktbeste Einzelleistung der 2. Bundesliga Süd sorgte Henning Mühlleitner aus Schwäbisch Gmünd mit 806 Punkten über 1.500 m Freistil.
 Abschlusstabelle 
| Platz | Mannschaft                | Gesamt Punkte | 1. Abschnitt Punkte | 2. Abschnitt Punkte |
| ----- | ------------------------- | ------------- | ------------------- | ------------------- |
| 01.   | DSW 1912 Darmstadt (A)    | 16.788        | 8.347               | 8.441               |
| 02.   | SG Regio Freiburg         | 16.569        | 8.229               | 8.340               |
| 03.   | SC Wiesbaden 1911         | 16.552        | 8.291               | 8.261               |
| 04.   | TSV Hohenbrunn-Riemerling | 16.319        | 8.223               | 8.096               |
| 05.   | SV Schwäbisch Gmünd       | 16.247        | 8.166               | 8.081               |
| 06.   | SV Würzburg 05 II (N)     | 15.806        | 7.882               | 7.924               |
| 07.   | VfL Sindelfingen (A)      | 15.803        | 7.871               | 7.932               |
| 08.   | EOSC Offenbach            | 15.562        | 7.670               | 7.892               |
| 09.   | SG Bamberg                | 15.317        | 7.650               | 7.667               |
| 10.   | SSG Reutlingen/Tübingen   | 15.246        | 7.578               | 7.668               |
| 11.   | SV Gelnhausen             | 15.120        | 7.635               | 7.485               |
| 12.   | SC Delphin Ingolstadt (N) | 14.779        | 7.492               | 7.287               |

 Absteiger in die Landesverbandsebene
 (A) Absteiger aus der 1. Bundesliga 2015
 (N) Aufsteiger aus der Landesverbandsebene

## Landesverbandsebene
Vom 16. Januar bis 27. Februar 2016 wurden die Wettkämpfe auf Landesebene durchgeführt, wo die Aufsteiger in die 2. Bundesliga ermittelt wurden.

### Modus
Die Wettkämpfe auf Landesebene wurden auf einer 25-m-Bahn an einem Tag durchgeführt. Dabei wurde in zwei Abschnitten jeweils das komplette olympische Programm geschwommen. Die beiden punktbesten Mannschaften (berechnet anhand der FINA-Punktetabelle) jeder Region (Nord, West und Süd) stiegen in die 2. Bundesliga auf. Stiegen mehr Mannschaften aus einer Staffel der 2. Bundesliga in die 1. Bundesliga auf, als in diese abstiegen, stiegen so viele nächstplatzierte Mannschaften aus der zugehörigen Landesverbandsregion in die 2. Bundesliga auf, dass dieser Staffel wieder 12 Mannschaften angehörten. Ein Schwimmer durfte nur in vier Wettkämpfen starten, wobei eine Schwimmstrecke nur im Falle eines Nachschwimmens wiederholt werden durfte. Der Start im Nachschwimmen wurde auf die Anzahl der Starts des Schwimmers angerechnet.

### Aufsteiger
| Mannschaft                          | Punkte | Landesverband                           |
| ----------------------------------- | ------ | --------------------------------------- |
| Staffel Nord                        |        |                                         |
| Delmenhorster SV                    | 14.026 | Landesschwimmverband Niedersachsen      |
| SG Wasserratten Norderstedt         | 14.000 | Schleswig-Holsteinischer Schwimmverband |
| Staffel West                        |        |                                         |
| SG Neuss                            | 14.991 | Schwimmverband Nordrhein-Westfalen      |
| Schwimm- und Sportfreunde Bonn 1905 | 14.604 | Schwimmverband Nordrhein-Westfalen      |
| Staffel Süd                         |        |                                         |
| SG Mittelfranken                    | 16.155 | Bayerischer Schwimmverband              |
| SV Mannheim                         | 14.819 | Badischer Schwimmverband                |